# Oluf Olsson
Pour les articles homonymes, voir Olsson.
Oluf Olsson, née le 30 mai 1873 à Copenhague et mort le 25 mai 1947 à Copenhague, est un gymnaste artistique danois.

## Carrière
Oluf Olsson participe aux Jeux olympiques intercalés de 1906 à Athènes et obtient une médaille d'argent par équipe.  Aux Jeux olympiques d'été de 1908 à Londres, il fait partie de l'équipe danoise terminant quatrième. Il remporte la médaille de bronze du concours général par équipes en système libre aux Jeux olympiques d'été de 1912 à Stockholm.